# بخش آیسک
بخش آیسک یکی از بخش‌های شهرستان سرایان در استان خراسان جنوبی است.
مرکز این بخش شهر آیسک می‌باشد. این بخش تا بهمن ماه ۱۳۸۷ به عنوان بخش مرکزی شهرستان سرایان شناخته می‌شد که در این تاریخ با مصوبه هیئت دولت، نام آن به بخش آیسک تغییر نمود.

## تقسیمات کشوری
- بخش آیسک شهرستان سرایان
  - دهستان آیسک
  - دهستان مصعبی

شهرها: سرایان و آیسک
روستاهای این بخش مصعبی، کریمو، نرم، نوده، دره پر، دوحصاران، بغداده، عمروئی، چرمه، حجت آباد، بنی خانیک و غیره می‌باشد.

## جمعیت
بر پایه سرشماری عمومی نفوس و مسکن در سال ۱۳۹۰ جمعیت این روستا ۲۴٫۰۳۴ نفر (در ۷٫۱۶۵ خانوار) بوده است.

## مناطق دیدنی
از مناطق دیدنی بخش آیسک می‌توان به روستای ییلاقی کریمو و مصعبی؛ غار بتون در روستای چرمه، امامزاده سلطان مصیب در شهر مصعبی و امامزاده سلطان کریمشاه در کریمو؛ آب‌انبارهای محمد باقر و کمال آیسک، پیر بابا محمد حسن آیسک، تپه حصار آیسک و روستاهای ییلاقی در شمال شهر سرایان اشاره کرد.